# Salvador Castells i Mas
Salvador Castells i Mas (Premià de Dalt, 17 de desembre de 1878 - 20 de novembre de 1941) fou un polític català, alcalde de Premià de Dalt per Esquerra Republicana de Catalunya entre el 2 d'agost i el 19 d'octubre de l'any 1936. La seva participació en les institucions democràtiques de la república li valeren la pena de presó entre el 17 d'abril de 1940 i el 22 d'abril de 1941. Els seus esforços per a protegir els béns i els eclesiàstics de Premià de Dalt el salvaren de patir la pena capital. Fou deixat en llibertat condicional per motius de salut, morint poc després.

## Biografia

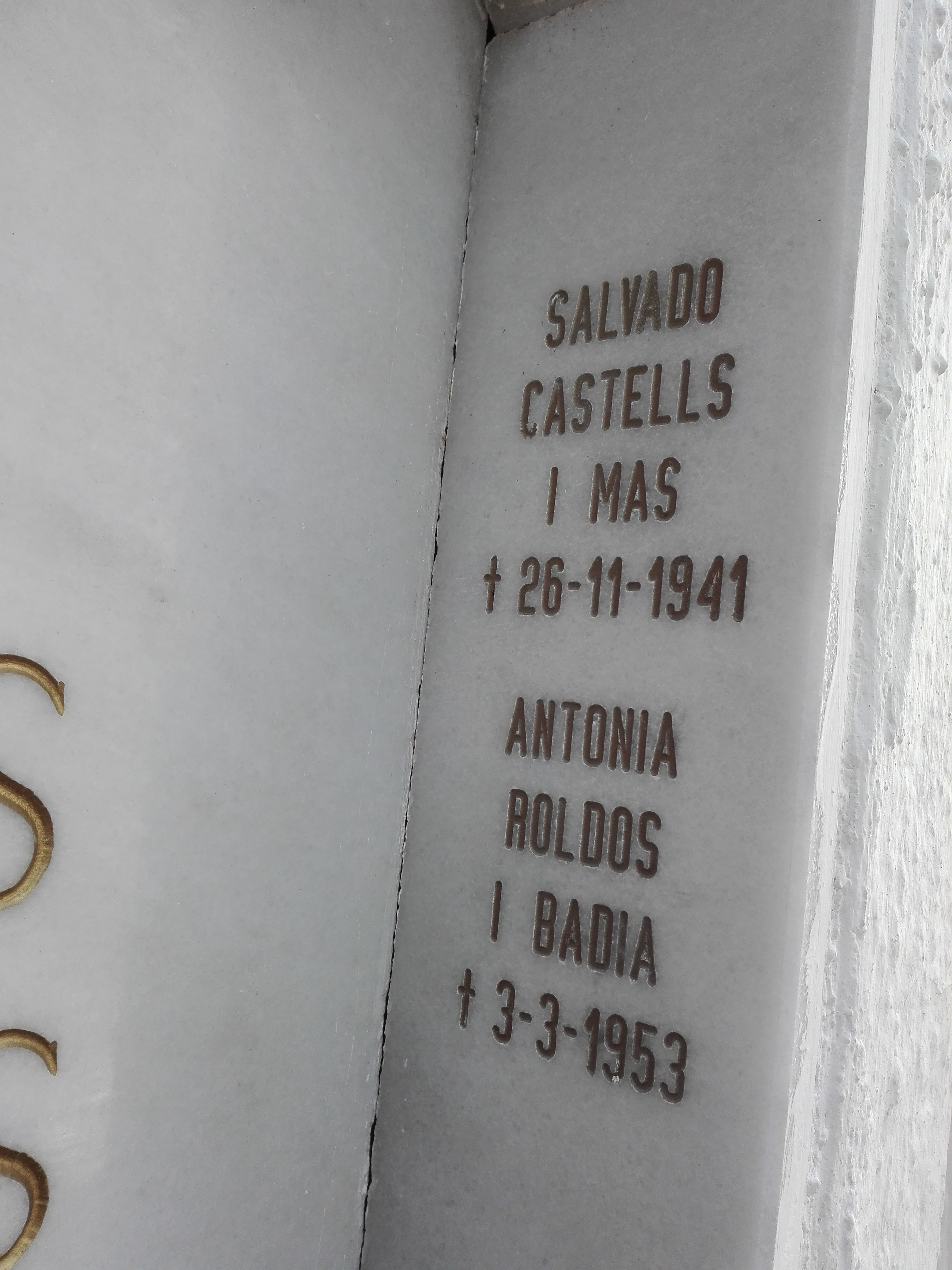
Lateral del nínxol on descansen les restes de la família Castells.

La família Castells era identificada com a vinculats a Ca la Teiona, finca situada al Barri del Sant Crist, que rebia el nom de la seva àvia.
Es va casar amb Antonia Roldós i Badia, amb qui va tenir dos fills, Maria i Eduard.
Va ser enterrat el 26 de novembre de 1941 al cementiri de Premià de Dalt.

## Vida política

### Segona República
Salvador Castells es va presentar a les eleccions municipals del 12 d'abril de 1931, quedant fora del consistori havent obtingut tan sols 86 vots. Quan dos dies més tard es proclamava la Segona República, aquella mateixa nit per iniciativa popular es van celebrar noves eleccions i en Salvador Castells passà a ser membre del consistori, presidit per Joan Comas i Cisa com a nou alcalde. En la proclamació dels nous fets, des del balcó de l'ajuntament, en Salvador hi era present, junt als seus companys d'esquerres. Aquesta elecció però, sols havia estat aprovada pel Comitè Revolucionari Provisional, i el 15 d'abril s'envià una delegació al Govern Civil (Salvador Castells, Jaume Riera i Comas i Joan Guiteras i Morral) per a consultar-ne la legalitat. El Govern Civil refermà que el Comitè era ben constituït i l'endemà, 16 d'abril, es va formalitzar el nou govern municipal, on Salvador Castells prenia el paper de síndic.
El govern municipal transitori durà fins al 31 de maig, en què es convocaren noves eleccions per a entrar ja en plena legalitat. En aquestes noves eleccions, a Districte Únic i Secció Única, en Salvador Castells tornà a ser elegit, aquest cop amb 129 vots. El nou consistori es constituí el 5 de juny, amb Castells com a regidor. Al ple del 21 de juliol, Castells junt amb Jaume Riera (en part degut a al·lusions a la seva posició política) instaren votar una declaració d'adhesió i suport al nou Estatut, aprovada per unanimitat.
En les següents eleccions municipals, el 14 de gener de 1934, ara ja amb sufragi universal, el govern municipal passà a les dretes, sent Salvador Castells un dels dos únics regidors d'esquerres que mantingueren l'elecció. L'altre regidor era Josep Albert i Pí. El nou alcalde era Joan Soley i Sala, avi del futur President Jordi Pujol i Soley. Tot i que la victòria de la Lliga Catalana sobre el Partit Republicà Democràtic Federal Català (ERC) va ser de 28 vots, la llei electoral imperant va fer un repartiment de 5 regidors per als guanyadors i només 2 per a les esquerres, passant Castells a ser el cap de l'oposició. Aquest govern era vigent quan tingueren lloc els Fets d'octubre del 1934. Davant la incertesa i per a evitar avalots, Soley i Castells intervingueren per a calmar els ànims i esperar notícies de la capital.
Les actes dels plens municipals ens permeten observar el rastre polítiques de les accions de Salvador Castells com a membre del grup d'esquerres i posteriorment com a cap del mateix, en demanar la millora de l'enllumenat, el compliment de la llei de secularització dels cementiris, defensa de la postura del govern català en la Llei de Conreus, l'abastament d'aigua o la presentació de queixes per la presència d'una parella de la Guàrdia Civil durant les eleccions legislatives del 16 de febrer de 1936, que al seu parer era injustificada i estava condicionant el vot dels electors.

### Guerra Civil
L'aixecament militar del 19 de juliol afectà plenament a Premià de Dalt (que aleshores passà d'anomenar-se de Sant Pere de Premià a simplement Premià). Després de la crema de l'Església de Sant Pere i Sant Flor, l'incautament de cases d'estiuejants rics i els tres morts a mans dels comitès revolucionaris, els senyors del poble es reuniren amb representants del comitè i acordaren posar a Salvador Castells com a figura de consens, prenent el càrrec d'alcalde interí. La funció de Castells en el càrrec estava centrada en poder frenar les patrulles revolucionàries que pujaven des de Premià de Mar i els efectes devastadors que tenien en la població. Sent però, el Comitè Revolucionari, el vertader amo del poder a la població, es trobà lligat de mans per a poder dur a terme la seva comesa. El 2 d'agost del 1936 era elegit el nou consistori, fent-ne fora els regidors de la Lliga.
Entre els edictes del nou consistori destaquen el del 3 d'agost en què es demanava a tots els caps militars, combatents i classe de tropa es presentessin davant la Comandància Militar de Mataró i el del 27 d'agost en què s'obria una subscripció popular pro víctimes de la sublevació feixista.
El 9 d'octubre, la Generalitat publica un decret amb la nova normativa dels consistoris, fet que motiva un canvi de govern municipal per a adaptar-se a la mateixa. El nou govern municipal, ara en règim de Corporació municipal, es constitueix el 19 d'octubre. Un dels tres representants del Partit Republicà Democràtic Federal Català, Vicenç Linares i Sanchís, és escollit nou alcalde. Salvador Castells i Mas queda fora del nou govern municipal. No es té constància d'activitat política seva, pel que restà de Guerra Civil.

### Postguerra
Amb l'entrada de l'exèrcit franquista a Premià de Dalt (encapçalat per la divisió feixista italiana Littorio i el cos d'exèrcit de Navarra), es creà la primera gestora franquista el 17 de febrer de 1939, encapçalada per Pere Riera i Tay. Començà aleshores la tasca de depuració de responsabilitats dels anteriors governs. Es destituïren funcionaris i es practicaren detencions, entre les quals la de Salvador Castells i Mas.